# Francine Peyskens
Francine Peyskens (22 oktober 1948) is een voormalige Belgische atlete, die gespecialiseerd was in de middellange afstand. Zij nam eenmaal deel aan de Europese kampioenschappen en veroverde op twee nummers vijf Belgische titels.

## Biografie
Peyskens verbeterde in 1965 het Belgisch record op de 400 m van Annie-Paule Knipping naar 57,8 s. Het jaar nadien dat van Godelieve Roggeman op de 800 m naar 2.13,4. Ze nam op deze beide afstanden deel aan de Europese kampioenschappen in Boedapest, waar ze telkens werd uitgeschakeld in de reeksen.
Van 1968 tot 1971 werd Peyskens vier opeenvolgende keren Belgisch kampioene op de 800 m. In 1969 veroverde ze ook een titel op de 400 m.
Na vier verbeteringen bracht ze in 1968 het Belgisch record op de 400 m naar 56,7. Het record op de 800 m bracht ze na vier opeenvolgende verbeteringen in 1970 naar 2.07,7. Ze was ook tweemaal Belgisch recordhoudster op de 1500 m.

### Clubs
Peyskens was aangesloten bij ASV Oudenaarde

## Belgische kampioenschappen
| Onderdeel | Jaar                   |
| --------- | ---------------------- |
| 400 m     | 1969                   |
| 800 m     | 1968, 1969, 1970, 1971 |

## Persoonlijke records
| Onderdeel | Prestatie | Datum             | Plaats     |
| --------- | --------- | ----------------- | ---------- |
| 400 m     | 56,7 s    | 19 oktober 1968   | Brussel    |
| 800 m     | 2.08,7    | 15 augustus 1970  | Duffel     |
| 1500 m    | 4.31,1    | 19 september 1970 | Oudenaarde |

## Palmares

### 400 m
- 1966: 6e in reeks EK in Boedapast – 57,4 s
- 1969:  BK AC – 57,7s

### 800 m
- 1966: 6e in reeks EK in Boedapest – 2.12,8
- 1968:  BK AC – 2.13,3
- 1969:  BK AC – 2.14,8
- 1970:  BK AC – 2.10,8
- 1971:  BK AC – 2.10,5

### veldlopen
- 1970:  BK AC in Vilvoorde
- 1970: 19e Landencross in Vichy

## Onderscheidingen
- 1966: Grote Feminaprijs van de KBAB